# Chitrakoot (Distrikt)
Der Distrikt Chitrakoot (Hindi चित्रकूट जिला, Urdu ضلع چترکوٹ), auch Chitrakut, ist ein Distrikt im indischen Bundesstaat Uttar Pradesh. Verwaltungssitz ist die Stadt Chitrakoot Dham.

## Geographie
Chitrakoot liegt im Süden von Uttar Pradesh in der Division Chitrakoot und in der historischen Region Bundelkhand. Der Distrikt grenzt an die Distrikte Banda (im Westen), Prayagraj (früher Allahabad, im Osten), Fatehpur und Kaushambi (im Norden) sowie den Bundesstaat Madhya Pradesh (Distrikte Satna und Rewa, im Süden). Er liegt im Norden des Vindhyagebirges, das sich entlang der Grenze der beiden Bundesstaaten Uttar Pradesh und Madhya Pradesh erstreckt. Die nördliche Distriktgrenze wird vom Fluss Yamuna gebildet und die westliche und nordwestliche Grenze vom Fluss Baghain, einem rechtsseitigen Zufluss des Yamuna. Die Ost-West-Ausdehnung beträgt etwa 62 Kilometer und die Nord-Süd-Ausdehnung etwa 58 Kilometer.
Topographisch bildet der Distrikt eine Hochebene, die den Namen „Patra“ trägt. Die Höhe über dem Meeresspiegel nimmt von Südwesten nach Nordosten hin ab und erreicht nahe dem Ort Manikpur ein Maximum von etwa 200 Metern und im Norden ein Minimum von 80 Metern.

## Klima
Das Klima ist im Allgemeinen ein subtropisches Monsunklima. Der heißeste Monat ist der Mai mit einer mittleren Temperatur von 35,3 °C, und der kälteste Monat ist der Januar mit einer Mitteltemperatur von 16,6 °C. Die durchschnittliche Luftfeuchtigkeit beträgt 56,3 % und die durchschnittliche Windgeschwindigkeit liegt bei 2,29 km/h. Der Jahresniederschlag in den Jahren 1950 bis 1980 lag im Mittel bei 980 mm mit 47 Regentagen. Etwa 877 mm (89,5 % des Jahresniederschlags) fallen während der Monsunzeit von Juni bis September, wobei August (367 mm) und Juli (265 mm) die regenreichsten Monate sind.

## Geschichte
Die Frühgeschichte des Distrikts ist mit zahlreichen Mythen verbunden. Im Ramayana-Epos ist Chitrakoot der Ort, wo Rama, Sita und Lakshmana 11 Jahre im Exil verbrachten. Im Jahr 1802 kam die Region Bundelkhand mit dem Vertrag von Bassein unter die Herrschaft der Britischen Ostindien-Kompanie und im Jahr 1819 wurde aus dem südlichen Teil der Distrikt Banda gebildet. Dieser Distrikt bestand auch nach der Unabhängigkeit Indiens 1947 fort und kam zum Bundesstaat Uttar Pradesh.
In den 1990er Jahren gab es eine zunehmende Unzufriedenheit bei den Bewohnern der beiden östlichen Tehsils Karwi und Mau, die sich von der weit entfernt im Hauptort Banda residierenden Distriktverwaltung vernachlässigt fühlten. Der damalige Distrikt Banda hatte den Ruf, einer der gesetzeslosesten Distrikte Uttar Pradeshs zu sein. Dies führte dazu, dass am 6. Mai 1997 aus den beiden Tehsils Karwi und Mau ein neuer Distrikt gebildet wurde. Der ursprüngliche Distriktname lautete Chhatrapati Shahuji Nagar. Am 4. September 1998 wurde der Distrikt in Chitrakoot (mit der Bedeutung „Hügel der vielen Wunder“) umbenannt. Zum 2. Mai 2000 wurden weitere 24 Dörfer vom Tehsil Atarra des Distrikts Banda an Chitrakoot angegliedert.

## Bevölkerung
Die Einwohnerzahl von Chitrakoot betrug beim Zensus 2011 999.730. Die Bevölkerungswachstumsrate in der Dekade 2001 bis 2011 lag bei 23,7 %. Mahoba war 2011 der Distrikt mit der geringsten Bevölkerungszahl unter den damals 71 Distrikten Uttar Pradesh. Die Bevölkerungsdichte lag mit 308 Einwohnern pro km² deutlich unter dem Durchschnitt Uttar Pradesh (829 Ew./km²). Das Geschlechterverhältnis lag bei 879 Frauen auf 1000 Männer. Die Alphabetisierungsrate betrug 65,05 % (75,80 % bei Männern, 52,74 % bei Frauen). 96,33 % der Bevölkerung waren Hindus, 3,48 % Muslime.

## Verwaltungsgliederung
Der Distrikt ist in 2 Tehsils gegliedert:
- Karwi
- Mau

Städte vom Typ eines Nagar Palika Parishad sind:
- Chitrakoot Dham

Städte vom Typ eines Nagar Panchayat sind:
- Manikpur Sarhat
- Rajapur

## Wirtschaft
Der Distrikt Chitrakoot gilt als einer der sozioökonomisch und wirtschaftlich unterentwickelteren Distrikte Uttar Pradeshs. Haupterwerbszweig ist die Landwirtschaft. Es gibt drei Erntesaisons: 1. Kharif: Reis (Dhan), Urdbohnen, Mais (Macca), Sorghumhirse (Jowar), Perlhirse (Bajra), Sesam (Til), Mungbohnen, Reuncha (?), Hühnerhirse (Sanva), Kolbenhirse (Kakun), 2. Rabi: Weizen, Kichererbsen (Channa), Gerste (Jau), Erbsen, Acker-Senf etc., 3. Zaid: Wassermelonen, Flaschenkürbisse (Kakri), Zuckermelonen, Mangos, Jambolanapflaumen (Jamun), Zitronen.